# Vojtěch Sýbal-Mikše
Vojtěch Sýbal-Mikše (23. února 1903 – ?) byl český fotbalista, záložník, československý reprezentant.

## Sportovní kariéra
Za československou reprezentaci odehrál v letech 1926–1927 čtyři utkání. Žádný gól se mu vstřelit nepodařilo.
Hrál za Viktorii Žižkov a získal s ní i historický mistrovský titul roku 1928, jediný titul v historii Viktorky, jenž byl zároveň jediným úspěšným pokusem prolomit hegemonii pražských "S" v meziválečné lize.